# Herman Aljašský
Svatý Herman Aljašský (asi 1756 – 15. listopadu 1837) byl ruský pravoslavný mnich a misionář na Aljašce, která byla tehdy součástí Ruské Ameriky. Svým jemným přístupem a asketickým životem si získal lásku a úctu jak původních Aljašanů, tak ruských kolonistů. Mnoho pravoslavných křesťanů ho považuje za patrona Severní Ameriky. Mladý vojenský úředník jménem Egor Ivanovič Popov z Voroněžské gubernie byl v roce 1782 postřižen a přijal mnišské jméno Herman ve Valaamském monastýru.

## Život

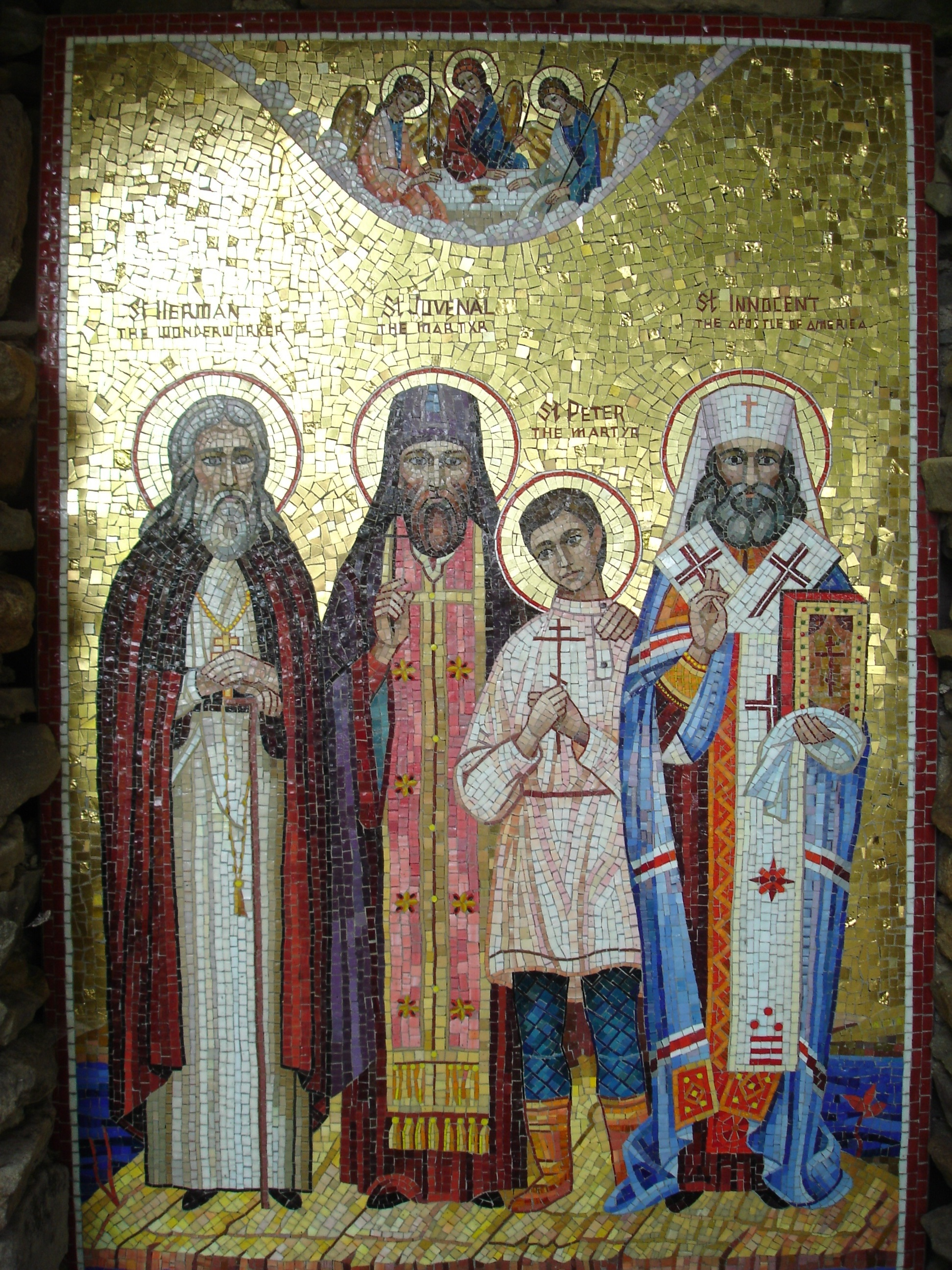
sv. Herman Aljašský, sv. Juvenalij Aljašský, sv. Petr Aleut, sv. Innocenc Aljašský

Přijel na Aljašku s obchodníkem s kožešinami jako misionář. Jeho nenásilná misie si získala srdce původních obyvatel i ruských osadníků. Ti, kdo nebyli křesťané, s nadšením přijímali křest od Hermana.
Herman, toužící po poustevnickém životě, se později přestěhoval na Smrkový ostrov kolem roku 1811 až 1817. Ostrov je od Kodiaku oddělen míli širokým průlivem, takže je ideální pro poustevnický život. Herman pojmenoval svou poustevnu „New Valaam“. Měl na sobě jednoduché oblečení a spal na lavičce přikryté jelení kůží. Na otázku, jak snese být sám v lese, odpověděl: "Nejsem sám. Bůh je tady, stejně jako Bůh je všude."
Na ostrov se přestěhovaly celé rodiny, aby byly blíže starcovi, který pomáhal řešit jejich spory. Herman hluboce miloval domorodé Aleuty: postavil se za ně proti excesům Rusko-americké společnosti a jednou během epidemie je navštívil jako jediný Rus, neúnavně se staral o nemocné a utěšoval je. Herman strávil zbytek života na Smrkovém ostrově, kde 15. listopadu 1837 zemřel.

## Úcta
Dne 11. března 1969 biskupové pravoslavné církve v Americe (OCA) formálně prohlásili svůj záměr svatořečit Hermana, jako vznešený příklad svatého života, pro náš duchovní prospěch, inspiraci, útěchu a potvrzení naší víry. Dne 9. srpna 1970 metropolita Ireney (Bekish) z OCA spolu s arcibiskupem Paulem (Olmari) z Finska a dalšími hierarchy a duchovními předsedali kanonizační bohoslužbě, která se konala v katedrále Svatého vzkříšení na ostrově Kodiak. Relikvie svatého Hermana byly přeneseny z jeho hrobu pod kostel sv. Kaple Sergeje a Hermana z Valaamu (tj. kaple svatých Sergeje a Hermana z Valaamu), na Smrkovém ostrově, do katedrály Svatého vzkříšení.